# 社会不安
社会不安（しゃかいふあん）とは社会においての人間に生じる感情。これは人間の目下に生起している社会問題が、適切な意味付けや対処の指針が存在していない場合に起きやすい危機感情である。社会不安が顕在化している場合には、問題に対しての十分な情報や知識を持たず、問題の表出の原因が分からず、問題の今後の推移の予想が付かず、問題解決の方法も分からないということである。社会不安というのは国際関係や人間関係あるいは自然災害などといった様々な場において現れ、それの質や規模も様々である。